# José Luis Munguía
José Luis Munguía (Chalchuapa, 28 ottobre 1959 – San Salvador, 24 marzo 1985) è stato un calciatore salvadoregno, soprannone El Halcón, di ruolo portiere.
È morto a causa di un incidente automobilistico.

## Statistiche

### Cronologia presenze e reti in nazionale
| Cronologia completa delle presenze e delle reti in nazionale ― El Salvador | Cronologia completa delle presenze e delle reti in nazionale ― El Salvador | Cronologia completa delle presenze e delle reti in nazionale ― El Salvador | Cronologia completa delle presenze e delle reti in nazionale ― El Salvador | Cronologia completa delle presenze e delle reti in nazionale ― El Salvador | Cronologia completa delle presenze e delle reti in nazionale ― El Salvador | Cronologia completa delle presenze e delle reti in nazionale ― El Salvador | Cronologia completa delle presenze e delle reti in nazionale ― El Salvador |
| Data                                                                       | Città                                                                      | In casa                                                                    | Risultato                                                                  | Ospiti                                                                     | Competizione                                                               | Reti                                                                       | Note                                                                       |
| -------------------------------------------------------------------------- | -------------------------------------------------------------------------- | -------------------------------------------------------------------------- | -------------------------------------------------------------------------- | -------------------------------------------------------------------------- | -------------------------------------------------------------------------- | -------------------------------------------------------------------------- | -------------------------------------------------------------------------- |
| 5-8-1984                                                                   | San Juan                                                                   | Porto Rico                                                                 | 0 – 3                                                                      | El Salvador                                                                | Qual. Mondiali 1986                                                        | -                                                                          |                                                                            |
| 24-2-1985                                                                  | San Salvador                                                               | Suriname                                                                   | 0 – 3                                                                      | El Salvador                                                                | Qual. Mondiali 1986                                                        | -                                                                          |                                                                            |
| 27-2-1985                                                                  | San Salvador                                                               | El Salvador                                                                | 3 – 0                                                                      | Suriname                                                                   | Qual. Mondiali 1986                                                        | -                                                                          |                                                                            |
| 10-3-1985                                                                  | San Salvador                                                               | El Salvador                                                                | 1 – 2                                                                      | Honduras                                                                   | Qual. Mondiali 1986                                                        | -2                                                                         |                                                                            |
| 14-3-1985                                                                  | Tegucigalpa                                                                | Honduras                                                                   | 0 – 0                                                                      | El Salvador                                                                | Qual. Mondiali 1986                                                        | -                                                                          |                                                                            |
| Totale                                                                     |                                                                            | Presenze                                                                   | 5                                                                          |                                                                            | Reti                                                                       | -2                                                                         |                                                                            |